# 南羅斯科鎮區 (堪薩斯州霍治曼縣)
南羅斯科鎮區（英語：South Roscoe Township）是位於美國堪薩斯州霍治曼縣的一個行政鎮區。

## 地方資料
南羅斯科鎮區的面積為184.76平方千米，當中陸地面積為184.68平方千米，而水域面積為0.08平方千米。根據2010年美國人口普查的數據，當地共有人口62人，而人口密度為每平方千米0.34人。

## 外部連結
- US-Counties.com
- City-Data.com （页面存档备份，存于）